# Nagyagita
La nagyagita es un mineral de la clase de los minerales sulfuros. Fue descubierta en 1845 en la localidad de Sacaramb (la antigua Nagyág), en el condado de Hunedoara (Rumanía), siendo nombrada así por el nombre de esta localidad. Sinónimos poco usados son: telurio negro o telurio foliado.

## Características químicas
Es una sal sulfuro de varios metales en cantidad variable: plomo, antimonio, oro y telurio.
Además de los elementos de su fórmula, suele llevar como impurezas: plata, hierro y bismuto.

## Formación y yacimientos
Se forma en vetas hidrotermales epitérmicas que contienen minerales del oro y del telurio.
Suele encontrarse asociado a otros minerales como: altaíta, petzita, sylvanita, telurantimonio, coloradoíta, krennerita, arsénico nativo, oro nativo, proustita, rodocrosita, arsenopirita, esfalerita, tetraedrita, calaverita, telurobismutita, galena o pirita.

## Usos
Es un mineral buscado como mena de oro, por el alto precio de este metal.